# Справедлива България
„Справедлива България“ е политическа коалиция, в която участват три политическите партии – Обединена социалдемокрация, Политическо движение „Социалдемократи“ и „Компетентност, отговорност и истина“ (КОИ).

## Парламентарни избори

### 2022 г.
На парламентарните избори през 2022 г. участва с бюлетина № 6. От гражданската квота на тези избори в коалицията са:
- Пламен Пасков, който е водач на листата в 29 МИР Хасково[2] и 23 МИР София
- Димитър Шивиков, водач на листитите в 16 МИР Пловдив-град и 17 МИР Пловдив-област[3]
- Нако Стефанов, водач на листите в 24 МИР София и 2 МИР Бургас[4]
- Димитър Байрактаров, водач на листите в 25 МИР София и 26 МИР София-област[4]
- Кольо Парамов, водач на листите в 8 МИР Добрич и 9 МИР Кърджали[5]
- Тотко Найденов, водач на листата в 31 МИР Ямбол[5]

В кампанията си коалицията се обявява срещу разполагането на чужди оръжия и войски на територията на България, както и настоява страната да се превърне в зона на мира. Настояват също за възстановяване на дипломатическите и външнотърговските отношения между България и Русия, като считат, че трябва да бъдат възстановени доставките на природен газ за България по действащия договор между „Булгаргаз“ и „Газпром“, за да е достатъчно за страната през зимния сезон.

## Вижте още
- Списък на политическите коалиции в България